# もっきん館
『もっきん館』（もっきんかん）は、1994年4月7日から2001年3月30日まで茨城放送で放送されていたワイド番組である。放送時間は毎週木曜、金曜 9:00 - 11:50 （日本標準時）。

## 概要
平日午前の茨城放送は、朝のワイド番組『IBSフレッシュモーニング』（月曜 - 土曜、7:00 - 9:00）と午前のワイド番組『ザ・ウイークエンド相川由春です』（金曜、土曜、9:05 - 11:55）などが放送されたが、1990年秋の改編で『Dokkin!遠藤理です』（金曜、土曜、　7:00 - 11:00）などの4時間枠のワイド番組に統合した。1994年春の改編で平日午前枠を朝のワイド番組枠と午前のワイド番組枠に分割し、後者の枠に充てられたのが本番組である。タイトル通り、本番組は平日週の後半（木曜、金曜）に放送された。平日週前半に放送される『阿部重典の元気マーケット』とほぼ同じ内容で進行するが、コーナーや番組内容の一部に差別化が図られている。
放送開始当初から1998年4月3日分までは『遠藤理のもっきん館』（えんどうただしのもっきんかん）のタイトルで放送されたが、その後遠藤が降板し、代わりにたかとりじゅんが登板した同年4月9日分から最終回まではタイトルも『たかとりじゅんのもっきん館』（たかとりじゅんのもっきんかん）に変更された。

## 出演者
- パーソナリティ
  - 初代:遠藤理（1994年4月 - 1998年4月）※前身番組『Dokkin!遠藤理です』から続投
  - 2代目:たかとりじゅん（1998年4月 - 2001年3月）※後継番組『たかとりじゅんのタッチ&ゴー〜空飛ぶ金曜日〜』も続投

- アシスタント
  - 初代：斉藤さおり（1994年4月 - 1996年3月）
  - 2代目:柴田京子（1996年4月 - 1997年3月）
  - 3代目:高信佳子（1997年4月 - 1999年3月）
  - 4代目:今章子（1999年4月 - 2001年3月）※後継番組『たかとりじゅんのタッチ&ゴー〜空飛ぶ金曜日〜』も続投

## コーナー
- オープニングリクエスト - 9時の時報とともにすぐオープニングに入るのではなく、必ずリクエスト曲を1曲掛けてからオープニングに入っていた。
- スクーピーレポート
- 今日のお元気さん - 10時台[2]・11時台最初のコーナー。
- クイズ変幻自在 - 聴取者参加コーナー。クイズを1問出題後に電話・FAXで答えの受付が開始され、パーソナリティーとアシスタントのトーク、その後に1曲流して応募は締め切られる。答えは締切直後に発表し、当選者（古潭の食事券）はエンディングで発表される。計算方法も『元気マーケット』とは異なり、全応募者の中からの正解率で計算される。
- ジャパネットたかたラジオショッピング
- シビックホットポイント（木曜のみ）
- くめ納豆倶楽部（金曜のみ）
- ぼくの作文わたしの作文